# Urania amphiclus
Urania amphiclus är en fjärilsart som beskrevs av Achille Guenée 1857. Urania amphiclus ingår i släktet Urania och familjen Uraniidae. Inga underarter finns listade i Catalogue of Life.